# Infektiøs hæmatopoietisk nekrose
Infektiøs hæmatopoietisk nekrose (forkortet IHN) er en fiskesygdom som primært rammer fisk i laksefamilien. Sygdommen forårsages af Infektiøs hæmatopoietisk nekrose virus (IHNV) som er et virus i virusfamilien Rhabdovidiae. Sygdommen har en meget stor dødelighed (80-90 %) for fiskeyngel, mens den er mindre for udvoksede fisk. Den har gjort stor skade i dambrug hvor især regnbueørred og atlantisk laks er blevet ramt.

## Udbredelse
IHN har været i USA og Japan siden 1960'erne. Sygdommen blev første gang påvist i Europa i 1987 i Frankrig og Italien, og den har siden spredt sig i Europa. Sygdommen blev konstateret i Danmark 18. maj 2021 for første gang.

## Smitte
IHN smitter gennem afføring, urin og slim fra syge fisk i vandet. Sygdommen kan også spredes ved flytning af inficerede æg og fisk eller ved brug af kontaminerede redskaber i dambrug. Fisk som overlever sygdommen, kan være raske smittebærere.